# Tavares (Flórida)
Tavares é uma cidade localizada no estado americano da Flórida, no condado de Lake, do qual é sede. Foi incorporada em 1925.

## Geografia
De acordo com o United States Census Bureau, a cidade tem uma área de 28,3 km², onde 24,6 km² estão cobertos por terra e 3,7 km² por água.

### Localidades na vizinhança
O diagrama seguinte representa as localidades num raio de 16 km ao redor de Tavares.

## Demografia
Segundo o censo nacional de 2010, a sua população é de 13 951 habitantes e sua densidade populacional é de 567 hab/km². Possui 7 598 residências, que resulta em uma densidade de 308,8 residências/km².

## Geminações
- Xindian, Nova Taipé, Taiwan [4]